# Kaliwerk Sigmundshall
Das Kaliwerk Sigmundshall, benannt nach dem ehemaligen Aufsichtsratsvorsitzenden Sigmund Meyer, ist ein ehemaliges Kalibergwerk im Wunstorfer Ortsteil Bokeloh. Es war das letzte produzierende Kalibergwerk in Niedersachsen. Der Bergbau wurde am 21. Dezember 2018 mit der symbolisch letzten geförderten Tonne wegen Erschöpfung der Vorräte eingestellt.
Seit September 2021 werden die unterirdischen Hohlräume mit Sole, die in den thüringischen Werken der K+S anfällt, verfüllt (geflutet).

## Geographie

### Geographische Lage
Das Kaliwerk Sigmundshall liegt etwa 25 km nordwestlich von Hannover und 5 km südlich des Steinhuder Meeres bei Wunstorf.

### Geologie
Die Lagerstätte des Kaliwerkes Sigmundshall ist der Salzstock Bokeloh, der sich entlang der Steinhuder-Meer-Linie etwa 12 km in NW-SE-Richtung erstreckt und zwischen 500 und 1000 m breit ist. Der Salzstock Bokeloh entstand vor etwa 140 Mio. Jahren durch den Aufstieg der etwa 255 Mio. Jahre alten Zechsteinschichten. Seine Basis liegt in einer Teufe von mehr als 3.000 Metern. Er besteht aus den Schichten der Aller- und Leine-Serie. Abbauwürdig ausgeprägt sind die Kaliflöze Staßfurt (K2H) und Ronnenberg (K3Ro). Abgebaut wurde in einer Teufe zwischen 350 und 1400 Metern.
Der Salzstock wird im Nordosten durch den seiger einfallenden Buntsandstein begrenzt, an den sich die jüngeren Allerschichten konkordant anlegen. Er ist intensiv verfaltet, der Hauptanhydrit und das Flöz Staßfurt fallen zwischen 60 und 75° nach Südwesten ein.
Der Salzstock ist wasserfrei; es konnte seit Beginn der geologischen Erkundung bis heute keine Lauge festgestellt werden.
Bei Bohrarbeiten wurde 2012 unerwartet Schwefelwasserstoff angetroffen, eine bisher einmalige Erscheinung im deutschen Kalibergbau.

## Geschichte

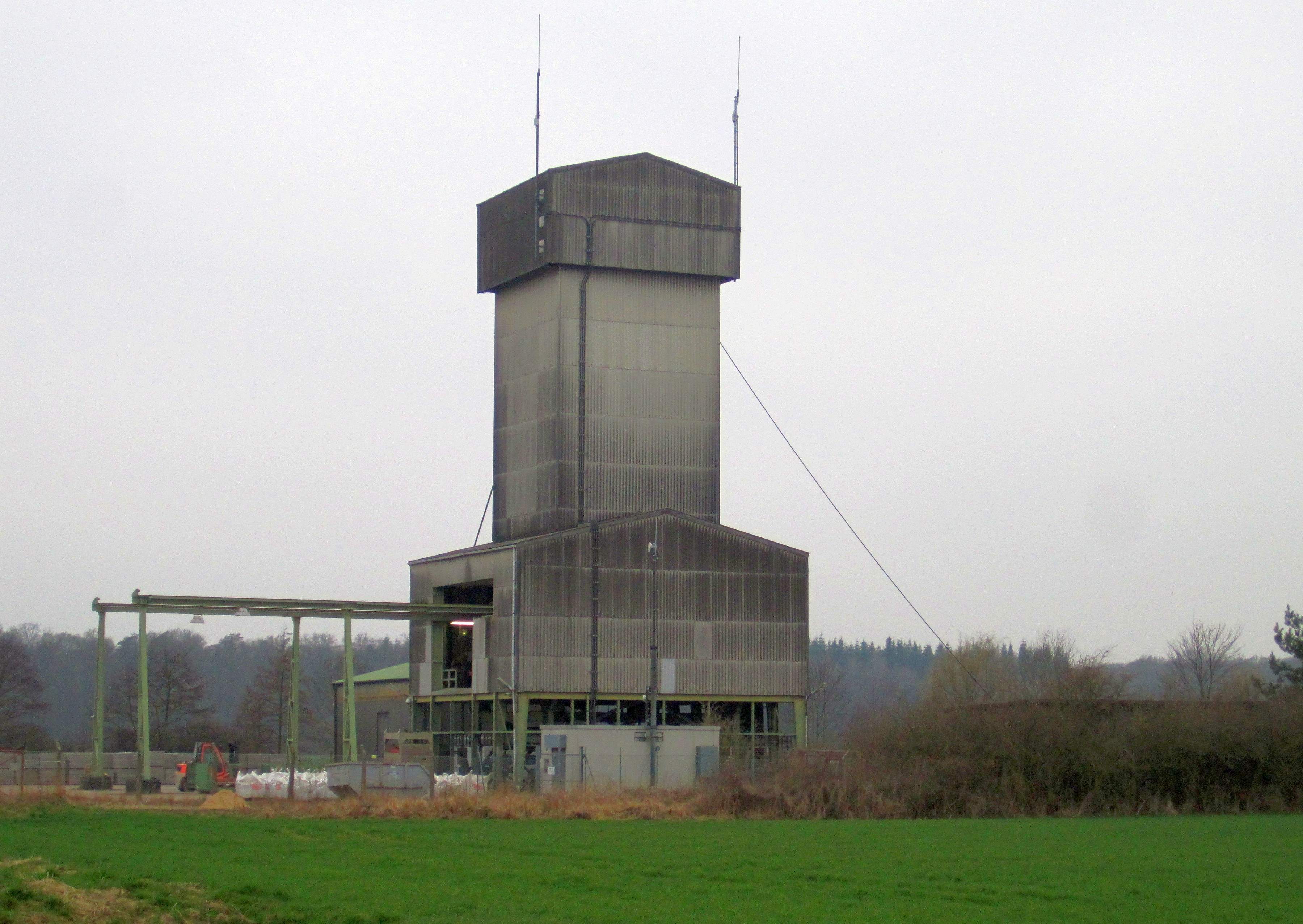
Schacht Kolenfeld

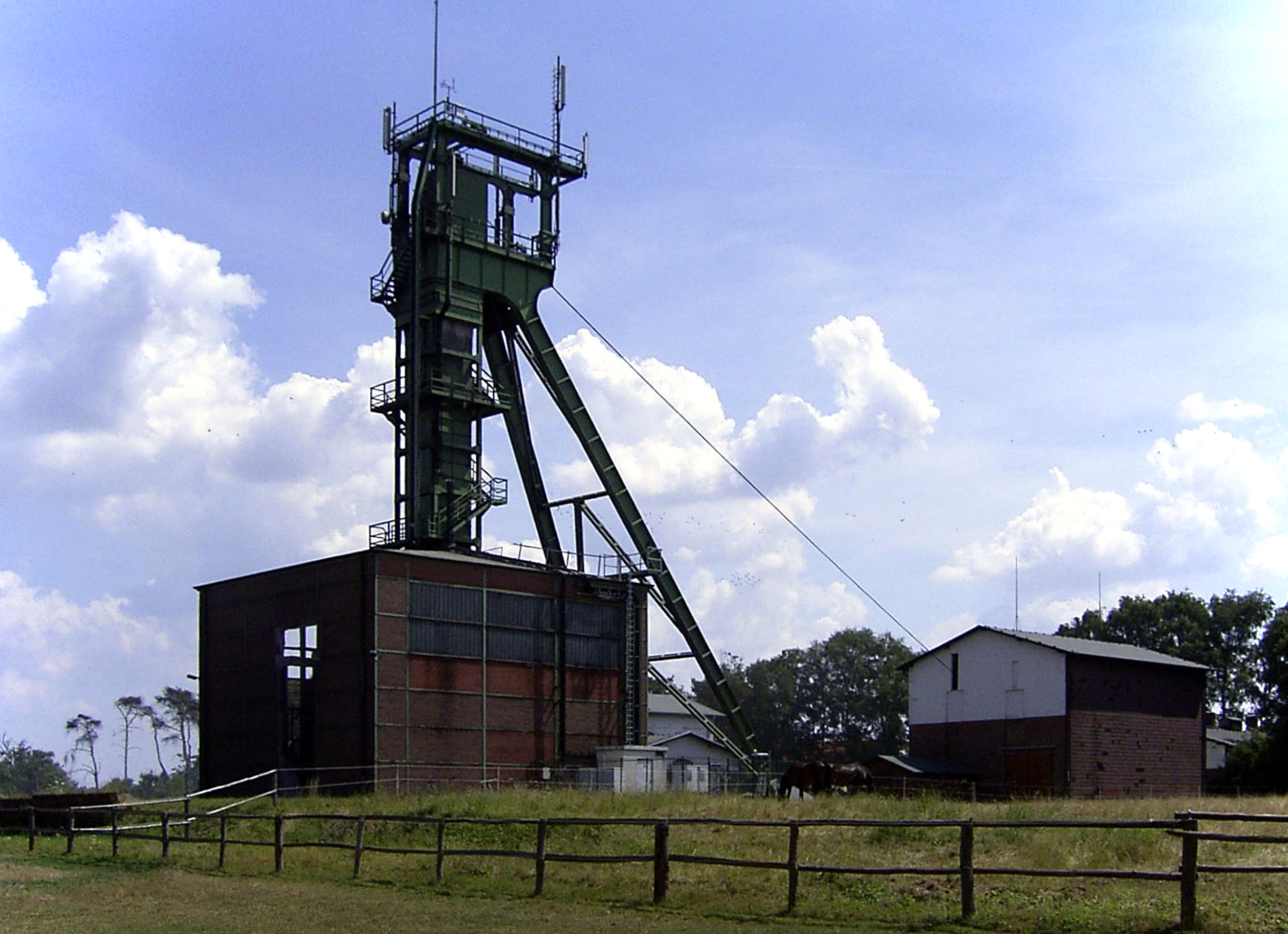
Schacht Weser

Der hannoversche Bankier Sigmund Meyer war „einer der Ersten, die sich der jungen Kalisalzindustrie in der Provinz Hannover […] annahmen“. Er wurde zum Aufsichtsratsvorsitzenden des nach ihm benannten Kaliwerkes gewählt.
Im Jahre 1898 erwarb eine Gewerkschaft Mathias das Bergwerkseigentum an den Feldern des späteren Kaliwerkes Sigmundshall. Im Jahre 1902 wurde die Gewerkschaft Mathias durch die Alkaliwerke Sigmundshall Aktiengesellschaft übernommen. 1906 wurde das Werk an die Steinhuder Meer-Bahn angeschlossen. Ein Jahr später erwarb die Sigmundshall AG 4000 der 5000 Kuxe der Gewerkschaft Weser. Am 1. Januar 1922 wurde die Sigmundshall AG von den Consolidierten Alkaliwerken Westeregeln übernommen. 1937 schlossen sich die drei Gesellschaften Kaliwerke Salzdetfurth AG, Kaliwerk Aschersleben AG und AG Consolidierte Alkaliwerke Westeregeln zur Vereinigten Kaliwerke Salzdetfurth AG zusammen. Als Sitz der neuen Gesellschaft wurde Berlin gewählt.
In Altenhagen war von 1909 bis 1912 der Schacht Weser (auch Wetterschacht Altenhagen genannt) abgeteuft worden.
Bei Kolenfeld wurde 1965 bis 1965 als dritter Schacht der Schacht Kolenfeld abgeteuft.
Der Schacht diente als Materialschacht und einziehender Wetterschacht, Schacht Weser blieb ausziehender Wetterschacht und Schacht Bokeloh Förder- und Seilfahrtschacht.
(Bohrturm um 1900)
Im Jahre 1970 kam es zum Zusammenschluss der Kalibergwerke der Wintershall AG und der Vereinigten Kaliwerke Salzdetfurth AG. Es entstand die Kali und Salz GmbH Kassel, die 1971 in die Kali und Salz AG umgewandelt wurde. 1993 fusionierten K+S und die Mitteldeutsche Kali AG zur Kali und Salz GmbH mit Sitz in Sondershausen. Die Kali und Salz AG wurde in Kali und Salz Beteiligungs AG umbenannt.

### Bergbaumuseum
Im Pförtnerhaus des Schachtes Weser in Hagenburg-Altenhagen ist das „Bergbaumuseum Schacht Weser“ untergebracht.

## Unfälle
Am 5. April 2012 trat bei Bohrarbeiten in einer Teufe von 1200 m Schwefelwasserstoff bei einem Gasausbruch aus. Dabei kam ein Bergmann durch das giftige Gas ums Leben, drei wurden verletzt und 23 weitere Bergleute wurden vorsorglich zur Beobachtung in ein Krankenhaus gebracht. Die Unfallursache wurde durch das niedersächsische Landesamt für Bergbau, Energie und Geologie untersucht.